# Le Roi Scorpion 2 : Guerrier de légende
Série Le Roi Scorpion
Le Roi Scorpion
(2002) Le Roi Scorpion 3 : L'Œil des dieux
(2012)
Pour plus de détails, voir Fiche technique et Distribution.
Le Roi Scorpion 2 : Guerrier de légende ou Le roi Scorpion : L'avènement d'un guerrier au Québec (The Scorpion King 2 : Rise of a Warrior) est un film américano-germano-sud-africain réalisé par Russell Mulcahy, sorti directement en vidéo en 2008.

## Synopsis
Bien avant de devenir le Roi Scorpion, le jeune Mathayus assiste au meurtre de son père par le sorcier Sargon. Six ans plus tard, Mathayus est devenu un puissant guerrier et compte bien se venger. Pour montrer son allégeance au roi Sargon, Mathayus doit tuer son frère.

## Fiche technique
Sauf indication contraire, les informations mentionnées dans cette section peuvent être confirmées par la base de données cinématographiques IMDb,  présente dans la section « Liens externes ».
- Titre original : The Scorpion King 2: Rise of a Warrior
- Titre français : Le Roi Scorpion 2 : Guerrier de légende[1],[Note 1]
- Titre québécois : Le roi scorpion 2 - L'avènement d'un guerrier
- Réalisation : Russell Mulcahy
- Scénario : Randall McCormick et Russell Mulcahy[2], d'après le personnage créé par Stephen Sommers
- Musique : Klaus Badelt
- Direction artistique : Christophe Dalberg et Jonathan Hely-Hutchinson
- Décors : Tom Hannam et Fred Du Preez
- Costumes : Diana Cilliers
- Photographie : Glynn Speeckaert
- Son : Michael Farnan, Craig Schafer
- Montage : John Gilbert
- Production : Sean Daniel, James Jacks et Stephen Sommers (non crédité)

CoProduction : David Wicht
CoProduction (Allemagne) : Thomas Becker et Jörg Westerkamp
Production exécutive : Nina Heyns
Production déléguée : Kevin Misher
Production déléguée (non crédité) : Patti Jackson et Lisa Gooding
Direction de studio : Lisa Gooding
- Sociétés de production[3] :
  - États-Unis : The Sommers Company, avec la participation de Universal Pictures
  - Allemagne : ApolloMovie Beteiligungs
  - Afrique du Sud : Film Afrika Worldwide
- Distribution[3] : Universal Pictures Home Entertainment
- Budget : 60 millions de $ [réf. nécessaire]
- Pays d'origine :  États-Unis,  Afrique du Sud,  Allemagne
- Langue originale : anglais
- Format[4] : couleur - 35 mm - 1,78:1 (Widescreen) - son Dolby Digital
- Genre : action, aventure, fantastique
- Durée : 109 minutes
- Dates de sortie (directement en vidéo)[5] :
  - États-Unis : 19 août 2008
  - Allemagne : 28 août 2008
  - France : 9 décembre 2008
  - Belgique : 22 juin 2011
- Dates de sortie (Festival)[5]
  - Canada : 17 août 2008 (Filmi Toronto's South Asian Film Festival)[6].
- Classification[7] :
  -  États-Unis : Accord parental recommandé, film déconseillé aux moins de 13 ans (PG-13 - Parents Strongly Cautioned)[Note 2].
  -  Allemagne : Interdit aux moins de 16 ans (FSK 16).
  -  France : Tous publics[8].

## Distribution
- Michael Copon (VF : Éric Aubrahn - VQ : Nicolas Charbonneaux-Collombet) : Mathayus
- Randy Couture (VF : Paul Borne - VQ : Thiéry Dubé) : Sargon
- Karen Shenaz David (VF : Laurence Dourlens - VQ : Geneviève Désilets) : Layla
- Shawn Michaels : Noah (voix VO)
- Chase Agulhas : Noah
- Simon Quarterman (VF : Tanguy Goasdoué - VQ : Xavier Dolan) : Ari
- Tom Wu : Fong
- Andreas Wisniewski (VF : Emmanuel Karsen - VQ : Pierre Chagnon) : Pollux
- Natalie Becker (en) (VF : Gaëlle Savary - VQ : Camille Cyr-Desmarais) : Astarté
- Jeremy Crutchley (VQ : François Sasseville) : Baldo
- Az Abrahams (VQ : Patrick Chouinard) : Roi Hammurabi
- Shane Manie : Jesup
- Pierre Marais (VQ : Gabriel Favreau) : Mathayus, jeune

Source et légende : version française (VF) et version québécoise (VQ) sur Doublage.qc.ca.

## Production
Le tournage a lieu en Afrique du Sud, notamment à Atlantis et dans le parc transfrontalier du ǀAi-ǀAis/Richtersveld .

## Accueil
Le film a reçu généralement des critiques négatives. Sur le site Rotten Tomatoes, seulement 31 % des critiques étaient favorables pour le film, et obtient ainsi une note de 2.6 sur 5.
Dans son livre L'Antiquité au cinéma, Hervé Dumont voit dans le film « Un  redoutable  salmigondis pour ados qui mélange souverains, périodes, civilisations, mythologies (le Minotaure), etc. ».

## Suite
Une suite, nommée Le Roi Scorpion 3 : L'Œil des dieux, est sortie en 2012 en DVD et Blu-ray Disc, avec Victor Webster dans le rôle de Mathayus.